# Arhaphe cicindeloides
Arhaphe cicindeloides är en insektsart som beskrevs av Walker 1873. Arhaphe cicindeloides ingår i släktet Arhaphe och familjen Largidae. Inga underarter finns listade i Catalogue of Life.